# Spiegelfechterei
Unter Spiegelfechterei versteht man ein oft übertriebenes Verhalten zur Täuschung anderer. Ein Spiegelfechter ist demnach ein Blender, jemand, der etwas vorgibt oder vortäuscht.

## Entstehung
Ursprünglich von der Ausübung des Fechtens zum Scherz oder zur Übung stammend wurde der Begriff zum Ausdruck für eine Aktion, die scheinbar sinnvoll oder bedeutsam ist, in Wirklichkeit aber nur zum Schein, in der Regel mit der Absicht der theatralischen Vortäuschung einer Sinnhaftigkeit oder Bedeutsamkeit ausgeführt wird. Früher wurde auch das heute eher unübliche „Spiegelfechten“ verwendet. In Adelungs Grammatisch-kritisches Wörterbuch der Hochdeutschen Mundart von 1801 heißt es noch zum Ursprung des Begriffes „Es scheinet daher entweder ein Fechten mit seinem Bilde im Spiegel zu bezeichnen, oder auch für Spielfechten, Spielgefecht zu stehen….“

„Fürst Metternich schlug Prag als Kongressstadt vor und der Vorschlag wurde angenommen. Aber es war nur Spiegelfechterei.“

 Napoleon über Metternich bei seinem Treffen zwischen Napoleon und Metternich in Dresden.
Etymologisch ist laut Duden die Herkunft nicht gesichert. Es ist im 16. Jahrhundert nachgewiesen. und meint entweder einen Scheinkampf mit imaginären Gegnern oder einen Fechtkampf vor dem Spiegel zu Trainingszwecken.
Viele Tiere können sich im Spiegel nicht erkennen, weshalb sie als Spiegelfechter ihr eigenes Spiegelbild bekämpfen.